# فهرست فرودگاه‌ها بر پایه کد ایکائو: H
فهرست فرودگاه‌ها بر پایه کد فرودگاهی ایکائو: A - B - C - D - E - F - G - H - I - J - K - L - M - N - O - P - Q - R - S - T - U - V - W - X - Y - Z
ببینید: فهرست فرودگاه‌ها بر پایه کد یاتا
نحوهٔ چینش اطلاعات:
- ایکائو؛ (یاتا)؛ نام فرودگاه؛ مکان فرودگاه

## HA -اتیوپی
همچنین رده و فهرست را ببینید.
- HAAB (ADD)  فرودگاه بین‌المللی بوول آدیس آبابا
- HAAL Lideta Army Airport آدیس آبابا
- HAAM (AMH)  Arba Minch Airport Arba Minch
- HAAX (AXU)  فرودگاه اکسوم اکسوم
- HABD (BJR)  فرودگاه باهیر دار Bahir Dar
- HABE (BEI)  Beica Airport Beica
- HABU (BCY)  Bulchi Airport Bulchi
- HADC (DSE)  Combolcha Airport Dessie
- HADD (DEM)  Dembidolo Airport Dembidolo
- HADM (DBM)  Debre Marqos Airport Debre Marqos
- HADR (DIR)  فرودگاه بین‌المللی ابا تنا دجازماچ ییلما دیرداوه
- HADT (DBT)  Debre Tabor Airport Debre Tabor
- HAFN (FNH)  Fincha Airport Finicha'a
- HAGB (GOB)  Robe Airport Goba
- HAGH (GNN)  Ghinnir Airport Ghinnir
- HAGM (GMB)  Gambela Airport Gambela
- HAGN (GDQ)  فرودگاه گاندر گوندار
- HAGO (GDE)  فرودگاه گد (military)  Gode
- HAGR (GOR)  Gore Airport Gore
- HAHM (QHR)  فرودگاه هارر مدا   Debre Zeyit
- HAHU (HUE)  Humera Airport Humera
- HAJM (JIM)  فرودگاه ابا سگواد Jimma
- HAKD (ABK)  Kabri Dar Airport Kabri Dar
- HAKL (LFO)  Kelafo Airport Kelafo
- HALA (AWA)  فرودگاه آواسا Awasa
- HAMK (MQX)  Alula Aba Nega Airport Mek'ele
- HAMN (NDM)  Mendi Airport Mendi
- HAMT (MTF)  Mizan Teferi Airport Mizan Teferi
- HANG (EGL)  Neghele Airport (military)  Negele Boran
- HANJ (NEJ)  Nejjo Airport Nejo
- HANK (NEK)  Nekemte Airport Nekemte
- HASO (ASO)  Asosa Airport Asosa
- HATP (TIE)  Tippi Airport   Tippi
- HAWC (WAC)  Wacca Airport Wacca

## HB -بوروندی
همچنین رده و فهرست را ببینید.
- HBBA (BJM)  فرودگاه بین‌المللی بوجومبورا بوجومبورا
- HBBE (GID)  Gitega Airport گیتگا، بوروندی
- HBBO (KRE)  Kirundo Airport کیروندو، بوروندی

## HC -سومالی
همچنین رده و فهرست را ببینید.
- HCMA (ALU)  Alula Airport Alula
- HCMB (BIB)  Baidoa Airport Baidoa
- HCMC (CXN)  Candala Airport Candala
- HCMD (BSY)  فرودگاه باردرا Bardera
- HCME (HCM)  Eil Airport   Eil
- HCMF (BSA)  فرودگاه بین‌المللی بندر قاسم بوساسو
- HCMG (GSR)  Gardo Airport Gardo
- HCMH (HGA)  فرودگاه بین‌المللی هارگسیا هرجیسا
- HCMI (BBO)  فرودگاه بربرا Berbera
- HCMK (KMU)  فرودگاه کیسمایو Kisimayu
- HCMM (MGQ)  فرودگاه بین‌المللی عدن اد موگادیشو
- HCMO (CMO)  Obbia Airport   Obbia
- HCMR (GLK)  فرودگاه گالکایو Galcaio
- HCMS (CMS)  Scusciuban Airport Scusciuban
- HCMU (ERA)  Erigavo Airport Erigavo
- HCMV (BUO)  فرودگاه بورائو Burao

## HD -جیبوتی
همچنین رده و فهرست را ببینید.
- HDAG Assa-Gueyla Airport Assa-Gueyla
- HDAM (JIB)  فرودگاه بین‌المللی جیبوتی-امبوولی جیبوتی
- HDAS (AII)  Ali-Sabieh Airport علی صبیح
- HDCH Chabelley Airport Chabelley
- HDDK Dikhil Airport دخیل
- HDHE Herkale Airport Herkale
- HDMO (MHI)  Moucha Airport Moucha Island
- HDOB (OBC)  فرودگاه اوبوک اوبوک
- HDTJ (TDJ)  فرودگاه تجوره تاجوره

## HE -مصر
همچنین رده و فهرست را ببینید.
- HEAR (AAC)  فرودگاه بین‌المللی العریش عریش
- HEAT (ATZ)  Asyut Airport اسیوط
- HEAX (ALY)  فرودگاه بین‌المللی اسکندریه (مصر) اسکندریه
- HEBA (HBE)  فرودگاه برج‌العرب اسکندریه
- HEBL (ABS)  فرودگاه ابو سمبل ابو سمبل
- HECA (CAI)  فرودگاه بین‌المللی قاهره قاهره
- HECW (CWE)  Cairo West Airport Cairo West
- HEGN (HRG)  فرودگاه بین‌المللی غردقه غردقه
- HEGO (HGO)  El Gona Airport غردقه
- HEGR (EGH)  El Gora Airport El Gora
- HELX (LXR)  فرودگاه بین‌المللی لوکسار اقصر
- HEMA (RMF)  فرودگاه بین‌المللی مرسی عالم مرسی علم
- HEMM (MUH)  فرودگاه مرسی مطروح مرسی مطروح
- HENV (UVL)  New Valley Airport New Valley
- HEOC 6th of October Airport
- HEOW (GSQ)  فرودگاه شرق ال‌اوینت Sharq Al-Owainat، مصر
- HEPS (PSD)  فرودگاه پورت سعید پورت‌سعید
- HESC (SKV)  فرودگاه بین‌المللی سنت کاترین St. Catherine
- HESH (SSH)  فرودگاه بین‌المللی شرم‌الشیخ شرم‌الشیخ
- HESN (ASW)  فرودگاه بین‌المللی اسوان اسوان
- HETB (TCP)  فرودگاه بین‌المللی طابا Taba
- HETR El Tor International Airport

## HH -اریتره
همچنین رده و فهرست را ببینید.
- HHAS (ASM)  فرودگاه بین‌المللی اسمره اسمره
- HHMS (MSW)  فرودگاه بین‌المللی ماساوا Massawa
- HHSB (ASA)  فرودگاه بین‌المللی عصب عصب
- HHTS (TES)  Teseney Airport تسنی

## HK -کنیا
همچنین رده و فهرست را ببینید.
- HKAM (ASV)  فرودگاه امبوسلی Amboseli
- HKEL (EDL)  فرودگاه بین‌المللی الدورت الدورت، کنیا
- HKES (EYS)  فرودگاه الییه اسپرینگز Eliye Springs
- HKFG (KLK)  فرودگاه کالوکول Kalokol
- HKGA (GAS)  فرودگاه گاریسا گاریسا، کنیا
- HKHO (HOA)  فرودگاه هولا Hola
- HKJK (NBO)  فرودگاه بین‌المللی جومو کنیاتا (formerly Nairobi International Airport)  نایروبی
- HKKI (KIS)  فرودگاه کیسومو کیسومو، کنیا
- HKKL (ILU)  فرودگاه کیلاگونی Kilaguni
- HKKR (KEY)  فرودگاه کریچو کریچو، کنیا
- HKKT (KTL)  فرودگاه کیتیل کیتاله، کنیا
- HKLO (LOK)  فرودگاه لودوار Lodwar
- HKLU (LAU)  فرودگاه ماندا Lamu
- HKLY (LOY)  فرودگاه لوئی‌یانگالانی Loiyangalani
- HKMA (NDE)  فرودگاه ماندرا ماندرا، کنیا
- HKMB (RBT)  فرودگاه مارسابیت Marsabit
- HKML (MYD)  فرودگاه مالیندی مالیندی، کنیا
- HKMO (MBA)  فرودگاه بین‌المللی موا مومباسا
- HKMY (OYL)  فرودگاه مویال Moyale
- HKNI (NYE)  فرودگاه نیری نیری، کنیا
- HKNK (NUU)  فرودگاه ناکورو ناکورو، کنیا
- HKNW (WIL)  فرودگاه ویلسون (کنیا) نایروبی
- HKNY (NYK)  فرودگاه نانیوکی نانیوکی، کنیا
- HKRE پایگاه هوایی موا نایروبی
- HKSB (UAS)  فرودگاه سمبورو Samburu
- HKWJ (WJR)  فرودگاه وجر واجیر، کنیا

## HL -لیبی
همچنین رده و فهرست را ببینید.
- HLGT (GHT)  Ghat Airport Ghat
- HLKF (AKF)  Kufra Airport Kufra
- HLLB (BEN)  فرودگاه بین‌المللی بنینه بنغازی
- HLLM (MJI)  فرودگاه بین‌المللی میتیگا طرابلس
- HLLQ (LAQ)  فرودگاه الابرق بیضا (لیبی)
- HLLS (SEB)  فرودگاه صبها سبها
- HLLT (TIP)  فرودگاه بین‌المللی طرابلس طرابلس
- HLMB (LMQ)  فرودگاه مرسی بریقه Brega
- HLTD (LTD)  Ghadames East Airport غدامس

## HR -رواندا
همچنین رده و فهرست را ببینید.
- HRYG (GYI)  فرودگاه گیسنیی Gisenyi
- HRYI (BTQ)  فرودگاه بوتاره Butare
- HRYR (KGL)  فرودگاه بین‌المللی کیگالی (formerly Gregoire Kayibanda Airport)  کیگالی
- HRYU (RHG)  فرودگاه روآنژری Ruhengeri
- HRZA (KME)  فرودگاه کاممب Cyangugu

## HS -سودانوسودان جنوبی

### سودان
همچنین رده و فهرست را ببینید.
- HSAT (ATB)– فرودگاه آتبارا– عطبره (سودان) (Atbara)
- HSDB (EDB)– Eldebba Airport– Eldebba
- HSDN (DOG)– فرودگاه دنقلا– دنقلا
- HSFS (ELF)– فرودگاه الفاشر– الفاشر (El Fasher)
- HSGG (DNX)– فرودگاه گالیگو– Dinder
- HSGN (EGN)– فرودگاه جنینه– جنینه
- HSKA (KSL)– فرودگاه کسلا– کسلا
- HSKG (GBU)– فرودگاه خشم الجبرا– خشم القربه
- HSKI (KST)– فرودگاه راباک– کوستی
- HSMR (MWE)– فرودگاه مروی– Merowe
- HSNH (NUD)– فرودگاه انناهود– النهود
- HSNN (UYL)– فرودگاه نیالا– نیاله
- HSOB (EBD)– فرودگاه ال اووبید– الابیض (سودان)
- HSPN (PZU)– فرودگاه بین‌المللی پورت سودان– بور سودان
- HSSP– Port Sudan Military Airport– بور سودان
- HSSS (KRT)– فرودگاه بین‌المللی خرطوم– خرطوم
- HSSW (WHF)– Wadi Halfa Airport– Wadi Halfa

### سودان جنوبی
همچنین رده و فهرست را ببینید.
- HSAK– فرودگاه اکوبو– Akobo
- HSAW– فرودگاه آویل– Aweil
- HSBT– فرودگاه بنتیو– Bentiu
- HSBR– فرودگاه بور (سودان جنوبی)– Bor
- HSGO– فرودگاه گگرییل– Gogrial
- HSSJ (JUB)– فرودگاه جوبا جوبا
- HSKJ– فرودگاه کاگو کایو– Kago Kaju
- HSKP– فرودگاه کاپوئتا– Kapoeta
- HSSM (MAK)– فرودگاه مالاکال– Malakal
- HSMD– فرودگاه ماریدی– Maridi
- HSNM– فرودگاه نیمول– Nimule
- HSPA– فرودگاه پوچالا– Pochalla
- HSPI– فرودگاه پیبور– Pibor
- HSRJ– فرودگاه راگا– Raga
- HSRN– فرودگاه رنک– Renk
- HSMK (RBX)– فرودگاه رامبک– Rumbek
- HSTO– فرودگاه تونژ– Tonj
- HSTR– فرودگاه توریت– Torit
- HSTU– فرودگاه تامبورا– Tumbura
- HSWW (WUU)– فرودگاه وآو– Wau
- HSYA– فرودگاه یامبیو– Yambio
- HSYE– فرودگاه ایی– Yei
- HSYL– فرودگاه ایرول– Yirol

## HT -تانزانیا
همچنین رده و فهرست را ببینید.
- HTAR (ARK)  فرودگاه آروشا آروشا
- HTBU (BKZ)  فرودگاه بوکوبا بوکوبا
- HTDA (DAR)  فرودگاه بین‌المللی ژولیوس نیرر دارالسلام (تانزانیا)
- HTDO (DOD)  فرودگاه بین‌المللی دودوما دودوما
- HTIR (IRI)  Iringa Airport ایرینگا
- HTKA (TKQ)  Kigoma Airport کیگوما
- HTKI (KIY)  Kilwa Masoko Airport Kilwa Masoko
- HTKJ (JRO)  فرودگاه بین‌المللی کلیمانجارو کلیمانجارو
- HTLI (LDI)  Lindi Kikwetu Airport لیندی
- HTLM (LKY)  Lake Manyara Airport Lake Manyara
- HTMA (MFA)  Mafia Airport مافیا
- HTMB (MBI)  Mbeya Airport امبیا
- HTMD (MWN)  Mwadui Airport   Mwadui
- HTMI (XMI)  Masasi Airport Masasi
- HTMP Mpanda Airport Mpanda
- HTMS (QSI)  Moshi Airport موشی
- HTMT (MYW)  فرودگاه امتوارا امتوارا
- HTMU (MUZ)  Musoma Airport ماسوما
- HTMW (MWZ)  فرودگاه موانزا موانزا
- HTNA (NCH)  Nachingwea Airport Nachingwea
- HTNJ (JOM)  Njombe Airport Njombe
- HTPE (PMA)  فرودگاه پمبا، تانزانیا Pemba
- HTSN (SEU)  Seronera Airport Seronera
- HTSO (SGX)  Songea Airport سانگی
- HTSU (SUT)  Sumbawanga Airport سومباوانگا
- HTSY (SHY)  فرودگاه شینیانگا شینیانگا
- HTTB (TBO)  Tabora Airport تابورا
- HTTG (TGT)  فرودگاه تانگا شهرستان تانگا
- HTZA (ZNZ)  فرودگاه بین‌المللی زنگبار زنگبار

## HU -اوگاندا
همچنین رده و فهرست را ببینید.
- HUAJ فرودگاه ادیومانی اجومانی
- HUAR (RUA)  فرودگاه آروا Arua
- HUBU فرودگاه بوندیبوگیو Bundibugyo
- HUEN (EBB)  فرودگاه بین‌المللی انتب انتبه (near کامپالا)
- HUGU (ULU)  فرودگاه گالو Gulu
- HUJI (JIN)  فرودگاه جینجا Jinja
- HUKC (KLA)  فرودگاه کامپالا کامپالا
- HUKB فرودگاه کابال Kabale
- HUKF (KBG)  فرودگاه آبشارهای کابالگا   Kabalega Falls
- HUKS (KSE)  فرودگاه کاسه‌سه Kasese
- HUKO فرودگاه کوتیدو Kotido
- HUMA (MBQ)  فرودگاه بارارا Mbarara
- HUMI (KCU)  فرودگاه ماسیندی Masindi
- HUPA (PAF)  فرودگاه پاکوبا Pakuba
- HUSO (SRT)  فرودگاه ساروتی Soroti
- HUTO (TRY)  فرودگاه تورورو Tororo